# ویلیس اسمیت
ویلیس اسمیت (به انگلیسی: Willis Smith) سناتور سابق عضو حزب دموکرات ایالات متحده آمریکا بود. وی در سال ۱۹۵۰ تا ۱۹۵۳ میلادی سناتور ایالت کارولینای شمالی در سنای ایالات متحده آمریکا بود.